# 가스 허드슨
가스 허드슨(영어: Garth Hudson, 1937년 8월 2일~2025년 1월 21일)은 캐나다의 멀티악기 연주자이다. 캐나다와 미국의 록 그룹 더 밴드의 오르간 연주자, 색소폰 연주자, 아코디언 연주자로서 그는 그룹 사운드의 주요 설계자였다. 허드슨은 키보드 잡지에 의해 "록 세계에서 가장 뛰어난 오르간 연주자"로 불리고 있다. 1986년 리처드 마누엘, 1999년 릭 단코, 2012년 레번 헬름의 죽음으로 허드슨은 현존하는 두 명의 오리지널 멤버 중 한 명이며, 다른 한 명은 로비 로버트슨이다.
라우리 오르간의 대가인 허드슨의 다른 주요 악기는 피아노, 전자 키보드, 색소폰(알토, 테너, 소프라노, 바리톤, 베이스), 아코디언이다.  그는 엘튼 존을 포함한 수십 명의 아티스트들과 함께 공연하는 등 수요가 많고 존경받는 세션 음악가로 그를 초기 영향력으로 꼽아왔다.

## 어린 시절
허드슨은 캐나다 온타리오주 윈저에서 태어났다. 그의 부모님인 프레드 제임스 허드슨과 올리브 루엘라 펜트랜드는 음악가였다. 그의 어머니는 피아노와 아코디언을 연주하고 노래를 불렀다. 제1차 세계 대전에서 전투기 조종사로 참전했던 그의 아버지는 드럼, C 멜로디 색소폰, 클라리넷, 플루트, 피아노를 연주했다. 허드슨은 1940년 경 가족과 함께 온타리오주 런던으로 이사했다. 어린 나이에 피아노 교습을 시작한 허드슨은 교회와 삼촌의 장례식장에서 오르간을 연주하기도 했으며, 클래식 피아노, 음악 이론, 조화, 카운터포인트를 익힌 아코디언에서 컨트리 곡을 연주하기도 했다. 허드슨은 11살 때 첫 곡을 썼고, 1949년 두 살 때 처음으로 댄스 밴드에서 전문적으로 연주했다.그는 브루데일 공립학교와 메드웨이 고등학교를 거쳐 웨스턴온타리오 대학교에서 음악(주로 바흐의 합창곡과 《평균율 클라비어곡집》)을 공부했다. 이 기간 동안, 그는 클래식 레퍼토리의 경직성에 점점 더 좌절하게 되었고, 1년 만에 하차하게 되었다.
1956년, 그는 런던 밴드 실루엣에 합류했다. 그 그룹은 작업이 더 많은 윈저/디트로이트 지역으로 이전했다. 1958년 실루엣이 런던의 동료 폴 "런던" 허친스와 합류하여 폴 런던 앤 더 케이퍼스가 되었다. 허드슨은 주로 그룹에서 색소폰을 연주했고, 몇몇 피아노는 조니 존슨이 영감을 준 스타일로 연주했지만, 디트로이트에서 열린 쇼에서 그의 첫 번째 라우리 오르간을 보고 그가 색소폰을 받을 것이라고 결정했다. 이 그룹은 적당한 성공과 많은 노력을 발견했으며, 1960년 토론토에서 몇 곡의 노래를 녹음했고, 이름을 "케이퍼즈"로 바꾸고 시카고의 체스 스튜디오에서 몇 곡을 더 녹음했다.

## 음반 목록

### 더 밴드
| - Music from Big Pink (1968) - The Band (1969) - Stage Fright (1970) - Cahoots (1971) - Rock of Ages (1972) - Moondog Matinee (1973) - Northern Lights – Southern Cross (1975) - Islands (1977) - Jericho (1993) - High on the Hog (1996) - Jubilation (1998) | with 밥 딜런 - Before the Flood (1974) - Planet Waves (1974) - The Basement Tapes (1975) |